# Вента
Вента (латис. Venta, лит. Venta) — річка в Литві (де називається Вянта) і Латвії, впадає в Балтійське море. Довжина — 346 км (з них у Литві 33 %), площа басейну — 11 800 км². Витікає з озер Мядайніс та Вяню неподалік міста Куршенай на Жемайтській височині. Навесні повінь до 7 метрів. Середня витрата води 95,5 м/сек. Вента тече з півдня на північ, тому, на відміну від інших річок Латвії, льодохід на ній починається з верхів'їв. Ширина Венти на кордоні з Литвою — 40-50 м, а в гирлі річки — 150—200 м. Тому розташований у її гирлі Вентспілс став важливим морським портом Латвії.

## Назва
- Вента (латис. Venta, лит. Venta,, жумуд. Venta) — балтійська назва
- Віндау, Віндава (нім. Windau, пол. Windawa, рос. Виндава) — традиційна німецька назва.

## Притоки
Найбільші притоки — Абава, Вірвіте, Вардува, Вадакстіс і Цієцере

## Міста
На території Литви на Вянті міста Ужвентіс, Куршенай, Вянта (місто), Векшняй і Мажейкяй. У Латвії на Венті місто Кулдіга і Вентспілс.